# Brandon Douglas
Brandon Douglas, pseudonimo di Brandon Sokolosky (Oklahoma City, 21 giugno 1968), è un attore statunitense.
È noto specialmente per il ruolo del dottor Andrew Cook nelle ultime tre stagioni de La signora del West.

## Vita privata
È stato sposato con l'attrice Julie Condra dal 1992 al 1995, attualmente vive con Danielle, compagna dalla quale ha avuto anche due gemelli nel 2001.